# Gramercy Theatre
Le Gramercy Theatre est une salle de spectacle de 599 places, située au 127 Est de la 23e Rue à Manhattan, New York, États-Unis.
À l'origine un cinéma, il ouvrit ses portes en 1937 sous le nom Gramercy Park Theatre, un nom qu'il conserva jusque dans les années 1950. Il servit de salle de cinéma d'art et d'essai jusqu'en 1998, puis fut rénové pour accueillir des productions Off-Broadway jusqu'en 2004.
Il fut acquis en 2006 par la société Live Nation Entertainment qui l'exploite depuis comme salle de concert.
Le Museum of Modern Art l'utilisa un temps comme salle de cinéma lors de la rénovation de son autre salle de projection.
Ce fut le lieu de tournage de la vidéo Killing Me Softly des Fugees.